# 劉總
劉總（？—821年），幽州節度使劉濟的次子，爵封楚国公。
劉濟諸子不和，元和五年（810年），劉濟出討成德節度使王承宗，以劉總為行營都知兵馬使，駐守饒陽（今河北饒陽縣）。劉濟在營中，忽染病不起，劉總於是乘機毒死劉濟，並矯父命殺兄長劉緄，號稱幽州留後。
長慶元年（821年），淮西平定，各藩鎮恐懼不安。劉總奏請辭官，剃髮為僧。穆宗賜號大覺師，賜臘五十。又以張弘靖代之。不久暴死，赠太尉。妻张氏，涿州刺史张皋女。有子刘礎等。